# 施托勒合成
施托勒合成（德語：Stollé-Synthese）是从苯胺和α-卤代酰氯（或草酰氯）制备2-吲哚酮类的方法。
改进法：

## 反应机理
（1）酰胺化；（2）傅-克反应。